# Aiguille rétrograde

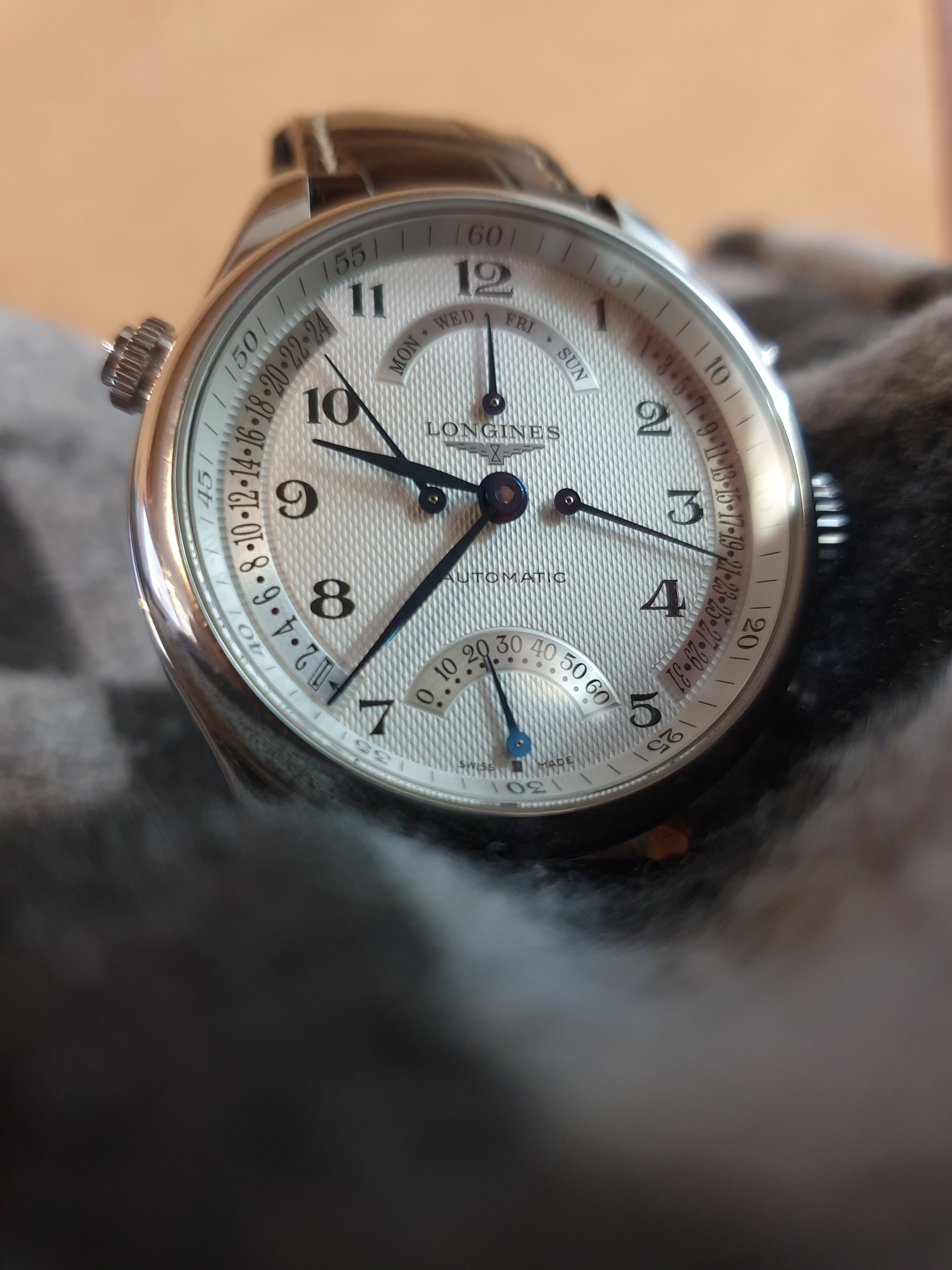
Montre de marque Longines, avec quatre sous-cadrans à aiguilles rétrogrades : jours de la semaine en haut, indicateur 24h à gauche, quantièmes à droite, et secondes en bas.

En horlogerie, une aiguille rétrograde est une complication dans laquelle une information (heures, minutes, secondes, quantièmes, jours de la semaine, mois) est indiquée par une aiguille qui, au lieu d'effectuer des rotations complètes autour d'un axe, se déplace d'un angle limité, avant de revenir brusquement à son point de départ. On parle d'heures rétrogrades, de minutes rétrogrades, etc selon les cas.

## Mécanisme

Mécanisme.

Le mécanisme d'une aiguille des minutes rétrograde est représenté par le schéma ci-contre. Dans l'exemple, l'angle décrit est de 90 degrés. L'aiguille 1 est solidaire de l'engrenage 2. L'engrenage 3, relié au mouvement d'horlogerie tourne de façon constante, une fois par heure. Sa particularité est qu'il lui manque une dent. Au cours de l'heure, l'engrenage 3 entraîne l'engrenage 2, et l'aiguille avance de la graduation « 0 » à la graduation « 60» de l'échelle 6. Le ressort spiral 4, fixé en 5 à la platine, est donc de plus en plus déformé. Lorsque l'aiguille est arrivée à la position 60, l'engrenage 3 libère l'ensemble 1-2, du fait de la dent manquante. Sous l'impulsion du ressort qui se détend, l'aiguille retourne donc en 0 (une butée arrête le mouvement) et le cycle recommence.